# Pothyne trivittata
Pothyne trivittata là một loài bọ cánh cứng trong họ Cerambycidae.